# Panthera leo fossilis
El león primitivo de las cavernas (Panthera leo fossilis) es un felino extinto del Pleistoceno Temprano y Medio. Es generalmente considerado una subespecie temprana del león (Panthera leo). 
Con una longitud máxima de cabeza y cuerpo de 2,40 m; el Panthera leo fossilis fue tan grande como Panthera leo atrox del Pleistoceno Superior Americano. 
Muchos fragmentos de huesos se encontraron en Mosbach, Alemania. Luego apareció uno casi completo en Mauer, cerca de Heidelberg (Alemania), en el mismo sedimento, de 550 000 años, del  homínido Homo heidelbergensis. 
El más antiguo registro de Panthera leo fossilis en Europa es de Isernia (Italia) con una edad de 700 000 años. Una mandíbula de un león de 1,75 millones de años de Olduvai (Kenia), muestra similitud con los europeos.
Del Panthera leo fossilis deriva el león del Pleistoceno Superior Panthera leo spelaea, de 300 000 años.